# Hassan Kachloul
Hassan Kachloul (Arabisch: حسان كشلول) (Agadir, 19 februari 1973) is een Marokkaans voormalig betaald voetballer. Kachloul speelde als aanvallende middenvelder gedurende zijn carrière. Hij speelde voor clubs als Southampton, Aston Villa, Wolverhampton Wanderers, AS Saint-Étienne en Nîmes Olympique. Kachloul vertegenwoordigde het Marokkaans voetbalelftal op het WK 1994 in de Verenigde Staten. Hij verzamelde 12 caps voor het Marokkaans voetbalelftal.

## Erelijst
| Competitie         |             |             |
| Competitie         | Aantal      | Jaren       |
| Aston Villa        | Aston Villa | Aston Villa |
| ------------------ | ----------- | ----------- |
| UEFA Intertoto Cup | 1×          | 2001        |